# Viktor Medvedčuk
Viktor Volodymyrovyč Medvedčuk (in ucraino Ві́ктор Володи́мирович Медведчу́к?; Počet, 7 agosto 1954) è un politico, imprenditore  e oligarca ucraino, apolide dal 2022. Dal 2019 al 2023 fu Deputato del Popolo dell'Ucraina. Presidente del partito Filorusso Scelta Ucraina e amico personale di Vladimir Putin, è contrario all'adesione dell'Ucraina all'Unione Europea.
Tra il 2002 e il 2005 Medvedčuk è stato capo dello staff dell'allora presidente ucraino Leonid Kučma. Nel novembre 2018 è stato eletto presidente del consiglio politico del partito Per la Vita, che in seguito si è fuso nella Piattaforma di Opposizione - Per la Vita. Nelle elezioni parlamentari ucraine del 2019, il partito ha vinto 37 seggi nella lista del partito nazionale e sei seggi elettorali. Piazzandosi terzo nella lista elettorale del 2019 di Piattaforma di opposizione - Per la vita, Medvedčuk ha ottenuto un seggio in parlamento.
In Ucraina, Medvedčuk è considerato un alleato del presidente russo Vladimir Putin, da lui stesso definito "un amico personale". Putin è anche il padrino della figlia di Medvedčuk, Daryna, nata nel 2004. Il 19 febbraio 2021, il Consiglio di sicurezza e difesa nazionale dell'Ucraina ha inserito Medvedčuk e sua moglie, Oksana Marčenko, nell'elenco dei destinatari delle sanzioni ucraine, sulla base di un presunto finanziamento del terrorismo. L'11 maggio 2021, il procuratore generale dell'Ucraina ha accusato Medvedčuk di tradimento e tentato saccheggio di risorse nazionali nella Crimea (annessa alla Russia nel 2014 ma riconosciuta a livello internazionale come facente parte dell'Ucraina). Medvedčuk è stato posto agli arresti domiciliari dal 13 maggio 2021. Questa misura è stata prorogata quattro volte, per un totale di almeno 10 mesi di arresti domiciliari, nonostante la legge ucraina consenta un massimo di sei mesi per tale misura detentiva.
Evaso dagli arresti domiciliari nel febbraio 2022, in concomitanza con l'invasione russa, il 12 aprile 2022 è stato catturato e arrestato dalle forze militari ucraine. Al momento dell'arresto indossava un'uniforme mimetica ucraina. In seguito a questo fatto, Volodymyr Zelens'kyj ha proposto alla Russia di consegnare l'oligarca in cambio della liberazione di cittadini ucraini prigionieri delle forze russe. Il 21 settembre 2022 è stato liberato, insieme a 55 militari russi, in cambio di 215 prigionieri ucraini catturati durante la battaglia di Mariupol'.
Il 13 gennaio 2023 il Parlamento ucraino ha rimosso Medvedčuk dalla carica di deputato del popolo.

## Biografia
Viktor nacque a Počet, Kraj di Krasnojarsk, RSFSR il 7 agosto 1954. Il padre fu un membro dell'Organizzazione dei Nazionalisti Ucraini (OUN) e durante la seconda guerra mondiale collaborò con l'amministrazione tedesca in un campo di lavoro dall'aprile 1942 al novembre 1943.
Si sposa nel 2003 con Oksana Marčenko, presentatrice televisiva ucraina, con la quale ha una figlia.

## Carriera legale e dissidenza
Nel 1979 Medvedčuk, dopo essersi laureato presso la facoltà di giurisprudenza dell'Università nazionale Taras Ševčenko di Kiev, divenne membro dell'Ordine degli avvocati della città di Kiev.
Nel 1979, Medvedčuk fu il difensore del poeta dissidente Jurij Lytvyn. Il 17 dicembre 1979, Lytvyn descrisse il lavoro di Medvedčuk come avvocato in questo modo: "La passività del mio avvocato Medvedčuk in mia difesa non è dovuta alla sua inadeguatezza professionale, ma alle istruzioni che ha ricevuto dall'alto e alla sua subordinazione: non osa rivelare il meccanismo secondo il quale le provocazioni sono state attuate contro di me". Lytvyn fu condannato e morì in prigione. Secondo i documenti ufficiali del tribunale di Vasylkiv, Medvedčuk aveva fatto riferimento all'incompletezza dell'indagine nel caso e aveva chiesto di annullare il verdetto della corte e mandare il caso a un nuovo processo.
Nel 1980, Medvedčuk fu nominato avvocato nel processo a Vasyl' Stus. Secondo la testimonianza di persone vicine a Stus, come la moglie e l'amico Jevhenij Sverčuk, Stus rifiutò di essere difeso da Medvedčuk, perché "sentì immediatamente che Medvedčuk era una persona aggressiva di tipo Komsomol, non lo proteggeva, non voleva capirlo e, di fatto, non era interessato ai suoi problemi". Medvedčuk rimase suo avvocato difensore nonostante le sue proteste. Secondo la "Cronaca degli eventi attuali", l'appello di Medvedčuk al processo Stus fu questo: "L'avvocato ha detto nel suo discorso che tutti i crimini di Stus meritano di essere puniti, ma chiede di prestare attenzione al fatto che Stus, lavorando nel 1979-1980 nelle imprese di Kiev, ha rispettato le norme; inoltre, ha subito una grave operazione allo stomaco". Secondo gli avvocati ucraini Roman Titikalo e Ilja Kotin, Medvedčuk sembrò aver riconosciuto la colpevolezza del suo cliente durante il processo. In tal modo, (l'avvocato) Medvedčuk violò il suo dovere professionale visto che sembrava rifiutarsi di difendere Stus, il che ha gravemente violato il diritto di quest'ultimo alla difesa in tribunale. Stus morì dopo aver dichiarato lo sciopero della fame il 4 settembre 1985, a Perm-36, un campo di lavori forzati per prigionieri politici dell'Unione Sovietica. In un'intervista del 2018 a The Independent, Medvedčuk affermò che non avrebbe potuto operare diversamente: "Stus denunciò il governo sovietico e non lo considerò legittimo. Ognuno decide il proprio destino. Stus ammise di essere stato un agitatore contro il governo sovietico. Fu giudicato colpevole dalle leggi dell'epoca. Quando le leggi sono cambiate, il caso è stato abbandonato. Sfortunatamente, è morto".
Nel 1985, fu l'avvocato al processo del poeta Mykola Kuncevič. Secondo le memorie di Kuncevič, Medvedčuk "ha gettato più fango su di lui che sul pubblico ministero". Dopo che Medvedčuk chiese alla Corte di respingere una delle mozioni di Kuncevič, lo sfidò e ripeté la sfida più volte, ma ogni volta la Corte la respinse. Nella sua ultima parola, Medvedčuk disse: "Sono completamente d'accordo con il compagno procuratore nel determinare la sentenza. Ma, per ragioni a me incomprensibili, il compagno procuratore ha dimenticato che l'imputato non aveva ancora lasciato un anno e nove mesi dal mandato precedente. Ritengo necessario aggiungere questo periodo alla nuova punizione". Questa richiesta è stata accolta dal tribunale.
Nei primi anni '90 Medvedčuk ha fondato la BIM, una società legale di successo. Dal 1990 al 1997, è stato il presidente dell'Ordine degli avvocati dell'Ucraina.

### Ritorno in Parlamento

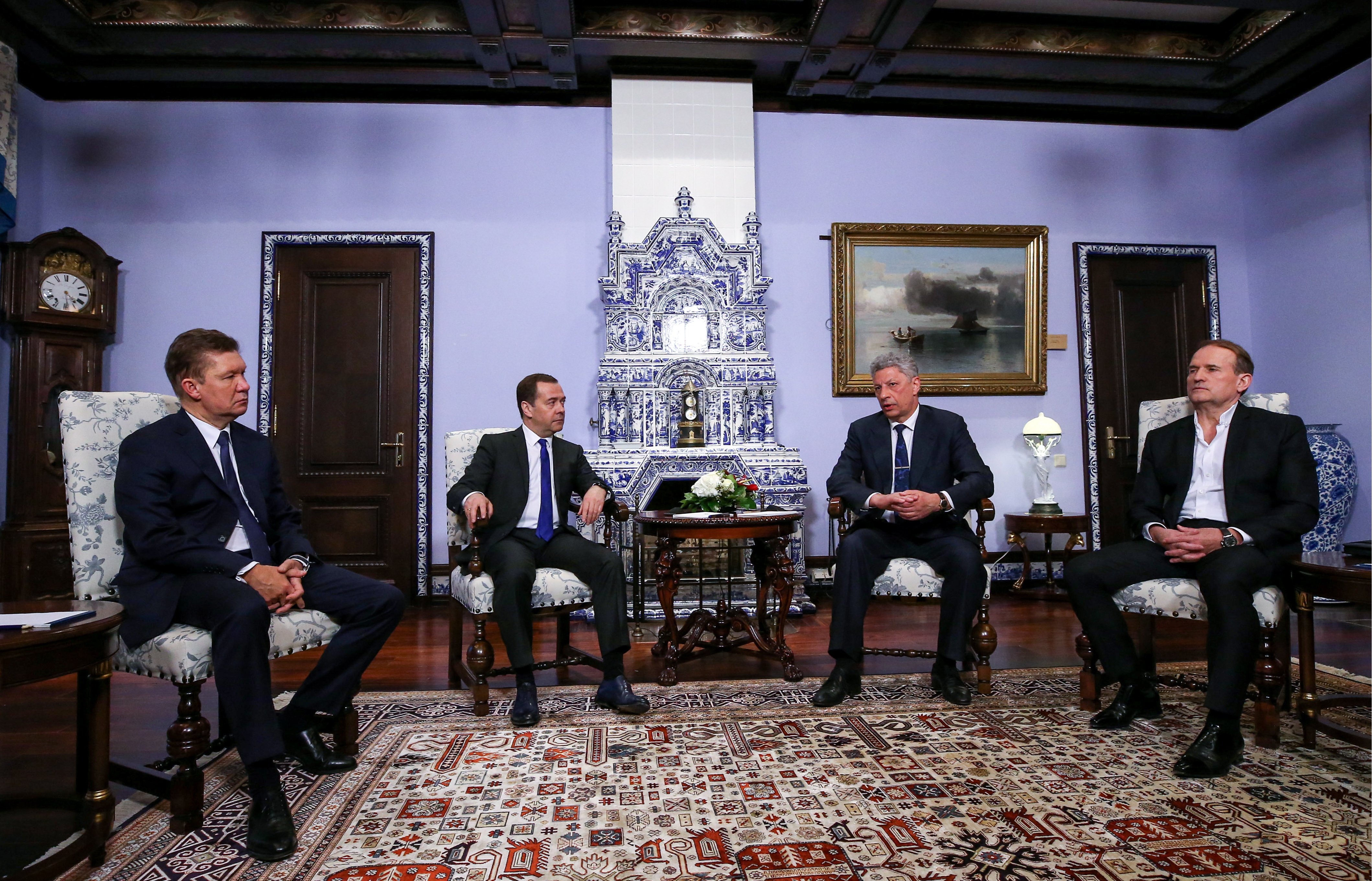
Meeting tra il Primo Ministro russo Dmitrij Medvedev e il presidente di Gazprom, Aleksej Miller, con Jurij Bojko e Viktor Medvedčuk nel 2019

Nel novembre 2018, Medvedčuk è stato eletto presidente del consiglio politico del partito Per la Vita. Nel dicembre 2018, questo partito si è fuso con il partito Piattaforma di opposizione - Per la vita. Nelle elezioni parlamentari ucraine del 2019, il partito vinse 37 seggi nella lista del partito nazionale e 6 seggi elettorali. In queste elezioni, Medvedčuk si piazzò terzo nella lista elettorale della Piattaforma di opposizione - Per la vita e quindi fu eletto alla Verkhovna Rada.
Nell'ottobre 2020, la Corte d'appello di Kiev annullò la decisione del tribunale di primo grado di vietare la distribuzione del libro Il caso di Vasyl' Stus come richiesto da Medvedčuk. Questo libro di saggistica descrive in dettaglio il caso criminale del poeta ucraino Vasyl' Stus che fu imprigionato dall'Unione Sovietica e di cui Medvedčuk era l'avvocato difensore.

### Accuse di terrorismo
Il 19 febbraio 2021, il Consiglio di sicurezza e difesa nazionale dell'Ucraina inclusi Medvedčuk e sua moglie, Oksana Marčenko, nella lista delle persone da sanzionare, con l'accusa di finanziare il terrorismo. Fu affermato che stava passando fondi dalla sua raffineria con sede in Russia ai separatisti della Repubblica Popolare di Doneck e della Repubblica Popolare di Lugansk nell'Ucraina orientale. Medvedčuk negò le accuse. Le sanzioni congelarono i beni di Medvedčuk e di sua moglie per tre anni, impedendo loro di fare affari in Ucraina (la maggior parte dei beni di Medvedčuk erano registrati sotto il nome di sua moglie). Le autorità ucraine hanno annunciato che un oleodotto controllato da Medvedčuk, che trasporta prodotti petroliferi russi in Europa, sarebbe stato nazionalizzato.
L'11 maggio 2021, Medvedčuk e il collega della Piattaforma di opposizione – Per la vita Taras Kozak furono dichiarati sospetti di presunto alto tradimento e sfruttamento illegale delle risorse naturali nella Crimea ucraina annessa alla Russia. Tre giorni dopo Medvedčuk fu messo agli arresti domiciliari e dotato di un dispositivo di localizzazione elettronico. Il 14 maggio 2021 le autorità russe iniziarono il processo di liquidazione della società russa Novye Proekty, che sarebbe stata utilizzata da Medvedčuk per i suoi presunti sfruttamenti illegali in Crimea.
Nel 2021, l'ex presidente dell'Ucraina Petro Porošenko è stato nominato come co-sospetto nel procedimento penale contro Medvedčuk. Gli arresti domiciliari di quest'ultimo sono stati prolungati quattro volte, il che significa che Medvedčuk ha dovuto trascorrere almeno 10 mesi agli arresti domiciliari, anche se la legge ucraina consente un massimo di sei mesi di arresti domiciliari.
Medvedčuk e il suo socio in affari Kozak possiedono conti nelle banche bielorusse, che sono controllate dai soci in affari del presidente della Bielorussia Aljaksandr Lukašėnka, Aljaksej Aleksin e Mikalaj Varabej. Condividono inoltre interessi commerciali.
Nel maggio 2021, i media ucraini hanno pubblicato un audio registrato in cui Medvedčuk si congratulava con il leader della Repubblica Popolare di Doneck Denis Pušilin nel Giorno della Vittoria e gli augurava ulteriori vittorie.

### Invasione russa dell'Ucraina del 2022
Durante un massiccio accumulo di truppe russe intorno ai confini dell'Ucraina nelle prime settimane del 2022, Medvedčuk era una delle due persone (l'altra era Oleh Carjov) identificate dai servizi segreti degli Stati Uniti come una possibile scelta sostenuta dal Cremlino per guidare un governo ucraino fantoccio filo-russo. Nel gennaio 2022 Medvedčuk è stato sottoposto a sanzioni dagli Stati Uniti, con l'accusa di essere coinvolto in un complotto per istituire un governo collaboratore a seguito di un'invasione russa.
Il giorno iniziale dell'invasione, il 24 febbraio 2022, alcuni analisti si aspettavano che Putin avrebbe potuto voler insediare Medvedčuk come presidente dell'Ucraina se le forze russe avessero preso Kiev.
Medvedčuk è evaso dagli arresti domiciliari il 27 febbraio 2022. Il Ministero degli interni ucraino ha affermato che Medvedčuk era fuggito dagli arresti domiciliari, mentre il suo avvocato ha affermato che era stato "portato in un luogo sicuro a Kiev", dopo che erano state fatte presunte minacce alla sua sicurezza personale.
L'8 marzo 2022 Medvedčuk è stato privato della carica di co-presidente del partito politico Piattaforma di Opposizione - Per la Vita.
Il 18 marzo 2022 un giudice istruttore accoglieva la richiesta del pubblico ministero di imporre una misura cautelare in contumacia.
Il 12 aprile 2022 il servizio di sicurezza dell'Ucraina ha arrestato Medvedčuk in "un'operazione speciale multilivello fulminea e pericolosa". Il presidente ucraino Volodymyr Zelens'kyj ha pubblicato una foto di Medvedčuk in manette con indosso un'uniforme militare ucraina.

### Lo scambio con prigionieri ucraini
Il 21 settembre 2022 è stato liberato, insieme a 55 militari russi, in cambio di 215 prigionieri ucraini catturati durante la battaglia di Mariupol', fra cui il comandante del Reggimento Azov Denys Prokopenko.
Il 10 gennaio 2023 Medvedčuk è stato privato della cittadinanza ucraina insieme ad altri tre deputati. Tre giorni più tardi il mandato di Medvedchuk come deputato del popolo ucraino è stato interrotto dal parlamento con 320 membri che hanno votato a favore.
Il 16 gennaio Medvedčuk ha pubblicato un articolo sul quotidiano russo Izvestija in cui incolpava "l'Occidente collettivo" per aver creato le condizioni che hanno portato a quello che ha definito il "conflitto ucraino" e ha sostenuto di tenere conto degli interessi russi. Nell'articolo Medvedčuk non ha menzionato, né condannato, l'invasione russa dell'Ucraina del 2022. In merito a questo articolo di opinione, l'agenzia di stampa russa TASS ha affermato che questo era "il suo primo articolo per i media russi dopo essere arrivato in Russia dall'Ucraina a seguito di uno scambio di detenuti". In un'intervista a Rt, ex Russia Today, megafono della propaganda russa, Medvedčuk ha affermato che esistevano due paesi all'interno dell'Ucraina post-sovietica: uno "anti-Russia" e uno "Ucraina come un'altra Russia". Ha anche aggiunto che la Russia è stata costretta ad invadere l'Ucraina perché "il partito della guerra" promosso dall'Occidente e guidato da Zelens'kyj aveva oppresso la popolazione filo-russa. Tanto da far dire a qualcuno che Medvedčuk vuole lanciare d'intesa con Putin un governo ucraino in esilio.

### Rapporti con Vladimir Putin
In Ucraina, Medvedchuk è considerato un alleato del presidente russo Vladimir Putin. È stato spesso definito "un amico personale di Putin". I due si sono incontrati per la prima volta nel 2003, durante il mandato di Medvedchuk come capo dell'amministrazione presidenziale dell'Ucraina. Nel 2004, Putin è diventato il padrino della figlia minore di Medvedchuk, Darya. A dire di Medvedchuk, fu una richiesta della moglie, la presentatrice televisiva Oksana Marchenko, che gli avrebbe chiesto di convincere Putin ad accettare.
In un'intervista a Radio Svoboda dell'agosto 2016, Medvedchuk ha affermato che il suo rapporto con Putin lo stava aiutando a "aiutare gli interessi di (Ucraina)". In un'intervista del 2018 con The Independent, Medvedchuk ha affermato di aver usato la sua relazione con Putin per aiutare gli scambi di prigionieri nella guerra in Donbass. Ha affermato che, a differenza di Putin, vede l'Ucraina e la Russia come due "nazioni slave separate, con storie e religioni intrecciate. Glielo dico sempre. Non penso che sia una nazione. Semplicemente non puoi dir questo". Nell'intervista del 2018, ha affermato di aver spesso discusso dell'Ucraina con Putin.
Nel suo libro del 2015 All the Kremlin's Men, il giornalista russo Mikhail Zygar ha affermato che Putin credeva che nessuna questione che coinvolgesse l'Ucraina potesse essere risolta senza Medvedchuk.
In un'intervista del 2019 con il regista Oliver Stone, Putin ha riconosciuto di essere il padrino della figlia di Medvedchuk. Putin ha descritto il loro rapporto come "non direi che siamo molto vicini ma ci conosciamo bene".

## Vita privata
Medvedčuk è stato sposato tre volte. Ha divorziato da Marina Lebedeva e Natalija Havryljuk. Attualmente è sposato con Oksana Marčenko, nota presentatrice televisiva in Ucraina.
Nelle elezioni parlamentari ucraine del 2019, il fratello di Medvedčuk, Serhij, ha perso come candidato della Piattaforma di opposizione - Per la vita nella circoscrizione uninominale 105 (Oblast' di Luhans'k).
Il 18 febbraio 2022, cinque giorni prima dell'invasione russa dell'Ucraina, la moglie di Medvedčuk, Oksana Marčenko, partì per la Bielorussia. In seguito pubblicò un video da Mosca.

### Ricchezza

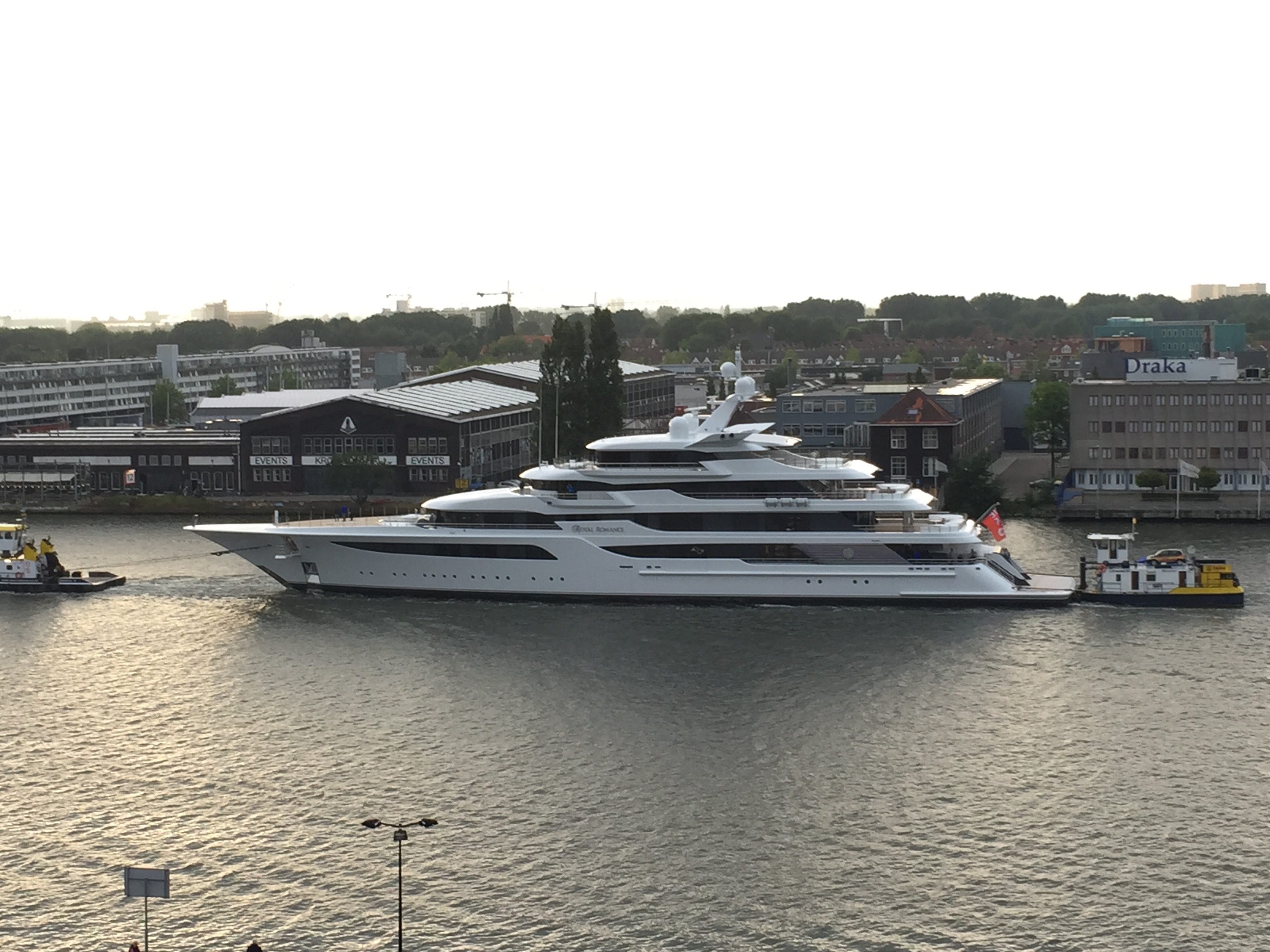
Il Royal Romance, panfilo di proprietà di Medvedčuk

Nel 2008 la rivista in lingua ucraina Focus ha stimato la ricchezza di Medvedčuk in 460 milioni di dollari. I suoi investimenti includevano energia, risorse e media.
Il 13 marzo 2022, i media ucraini hanno riferito che Medvedčuk aveva in suo possesso una replica di un vagone ristorante Pullman. Presumibilmente questo carro era stato un regalo di compleanno di sua moglie Oksana Marčenko.
Lo yacht di 93 metri da 200 milioni di dollari di Medvedčuk, il Royal Romance, è stato sequestrato nel porto croato di Fiume nel marzo 2022.
Nel luglio 2022, l'elicottero Bell 427 di Medvedčuk e un business jet Gulfstream G650 sono stati sequestrati e consegnati all'esercito ucraino, nell'ambito delle indagini in corso su di lui per abuso di potere e appropriazione indebita.